# Lettlands nationella konstmuseum
Lettlands nationella konstmuseum (lettiska; Latvijas Nacionālais mākslas muzejs) i Riga i Lettland är ett av fyra museer, som ingår i en organisation med samma namn, Lettlands nationella konstmuseum. Förutom det enskilda museet, Lettlands nationella konstmuseum, ingår museerna Konstmuseum Rigas Börs, Romans Sutas och Aleksandras Beļcovas museum, Museet för konsthantverk och design, samt Arsenalens konsthall.
Lettlands nationella konstmuseum har en mer omfattande samling av lettisk konst än något annat museum i landet. Det har sammanlagt över 52.000 verk av baltiska och ryska konstnärer, från mitten av 1700-talet fram till idag.
Museet ligger i utkanten av Esplanadparken i centrala Riga, i en historiskt betydelsefull byggnad ritad av den balttyska arkitekten  och konsthistorikern Wilhelm Neumann och byggd 1905. Huset är det första i Baltikum som redan från början byggdes för att användas som ett museum. 
Museet nyinvigdes 4 maj 2016 efter en omfattande renovering och ombyggnad. Tack vare ett väl genomfört renoveringsprojekt vann museet 2016 första priset i Lettlands årliga arkitekturtävling.. Lettlands konstakademi är museets närmaste granne.   

## Bildgalleri

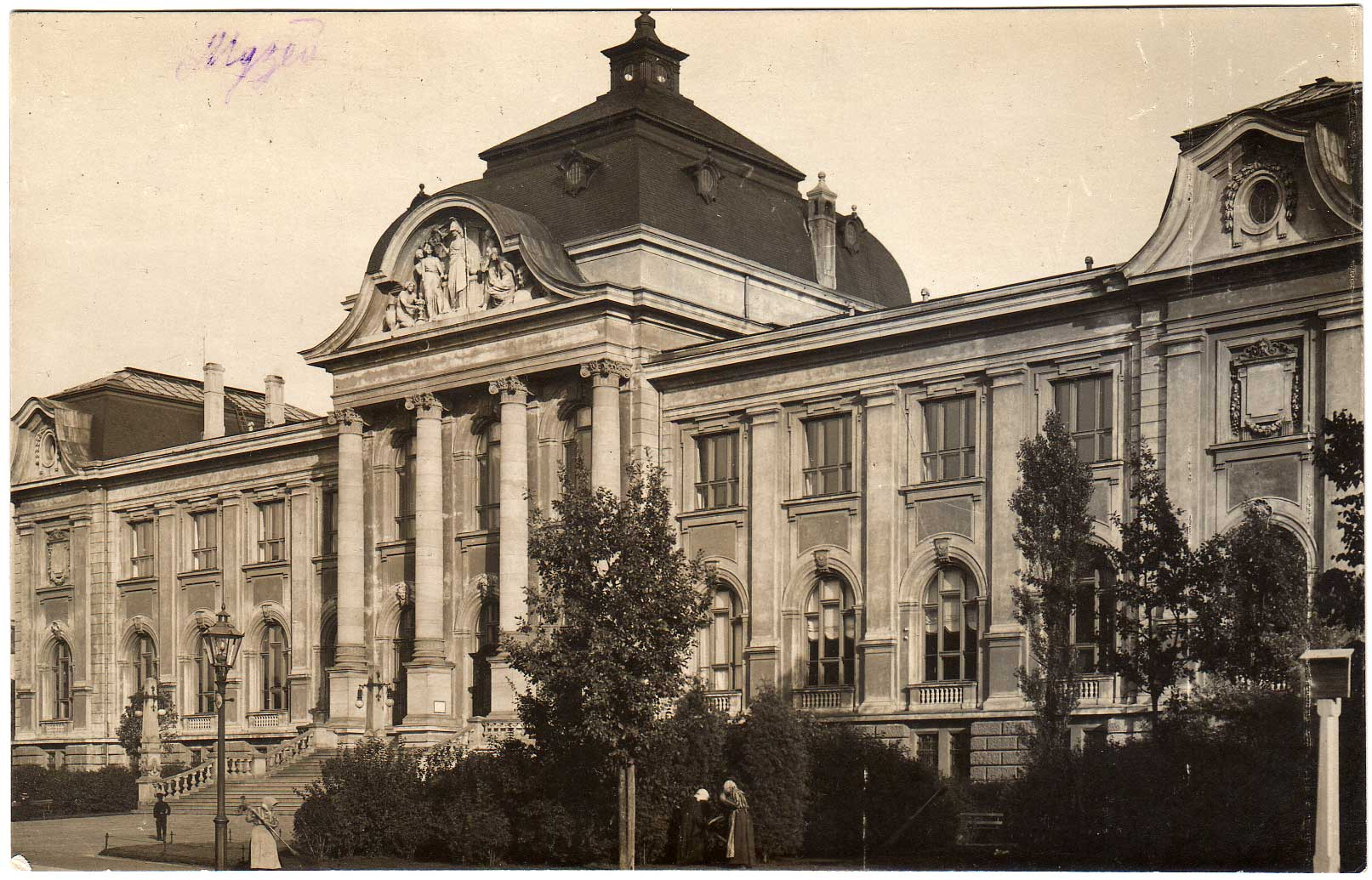
Vykort, 1905-1915
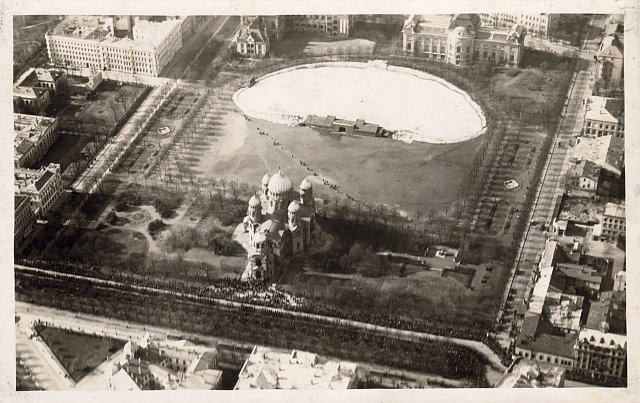
Esplanadparken omkring 1910-1930
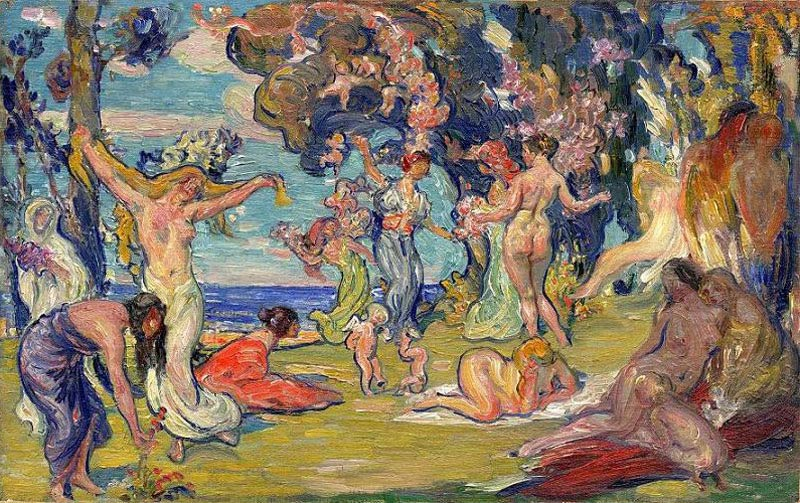
Arkādija av Janis Rozentāls, 1916